# Doug
Doug är en amerikansk tecknad TV-serie, skapad av Jim Jinkins. Serien tillhörde från början filmbolaget Nickelodeon när den började visas 1991. Efter 4 säsonger (1991-1994) så tog Disney över och gjorde 3 egna säsonger av serien (1996-1999).
Serien handlar om tonårspojken Douglas Yancey "Doug" Funnie och hans liv i staden Bluffington. Där umgås han med sina vänner Skeeter Valentine och Patti Mayonnaise (som han är kär i).
I Sverige sändes säsong 1-2 av den första serien av Doug i TV1000 i början på 1990-talet och säsong 3-4 på TV4 i programblocket Junior-4:an och den senare serien i Disneydags i början på 2000-talet.
Innan serien började visas på TV så kom även långfilmen Dougs första film ut 1999.

## Svenska röster

### Nickelodeons version
- Douglas "Doug" Lustig – Dick Eriksson
- Kotletten (Dougs hund) – Fred Newman
- Patti – Louise Raeder
- Judy (Dougs syster) – Annica Smedius
- Myggan Valentin – Peter Sjöquist
- Roger – Staffan Hallerstam
- Beebe Bluff – Annica Smedius
- Dougs mamma – Annica Smedius
- Dougs pappa – Peter Sjöquist
- Larry – Staffan Hallerstam
- Willie – Staffan Hallerstam
- Herr Valentin – Dick Eriksson
- Fru Valentin – Annica Smedius
- Herr Dink – Gunnar Ernblad
- Fru Dink – Louise Raeder
- Borgmästaren – Dick Eriksson

### Disneys version
- Douglas "Doug" Funnie – Anders Öjebo
- Porkchop (Dougs hund) – Fred Newman
- Patti Majonäs – Mariam Wallentin
- Skeeter "Skeete" Valentine – Nick Atkinson
- Connie Benge – Monica Forsberg
- Roger Klotz – Andreas Nilsson
- Beebe Bluff – Sofie Lindberg
- Mamma Funnie – Sofia Caiman
- Pappa Funnie – Roger Storm
- Judy Funnie – Sofie Lindberg
- Fröken Kristall – Sofie Lindberg
- Boomer – Nick Atkinson
- Willie – Andreas Nilsson
- Ned – Andreas Nilsson
- Al – Johan Wilhelmsson
- Moo – Johan Wilhelmsson

### Fotnoter
1. ↑  ”Doug”. Disneyania. http://www.d-zine.se/tv/doug.htm. Läst 20 juli 2016.
2. ↑  ”Allt om tecknat”. Allt om tecknat. Arkiverad från originalet den 27 oktober 2019. https://web.archive.org/web/20191027165558/https://alltomtecknat.se/series/doug-nickelodeon. Läst 27 oktober 2019.
3. ↑  ”TV4 Riks 1996-11-14 | Svensk mediedatabas (SMDB)”. smdb.kb.se. https://smdb.kb.se/catalog/id/001774430. Läst 19 januari 2020.